# Chilekrokusväxter
Chilekrokusväxter (Tecophilaeaceae) är en familj med enhjärtbladiga växter av sparrisordningen (Asparagales). Enligt Catalogue of Life omfattar familjen Tecophilaeaceae 25 arter.

## Släkten
- Conanthera
- Cyanastrum
- Cyanella
- Kabuyea
- Odontostomum
- Tecophilaea
- Walleria
- Zephyra

Catalogue of Life listar ytterligare ett släkte i familjen, Eremiolirion.

## Bildgalleri

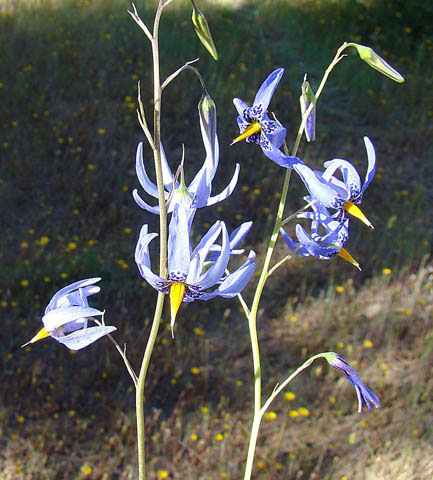
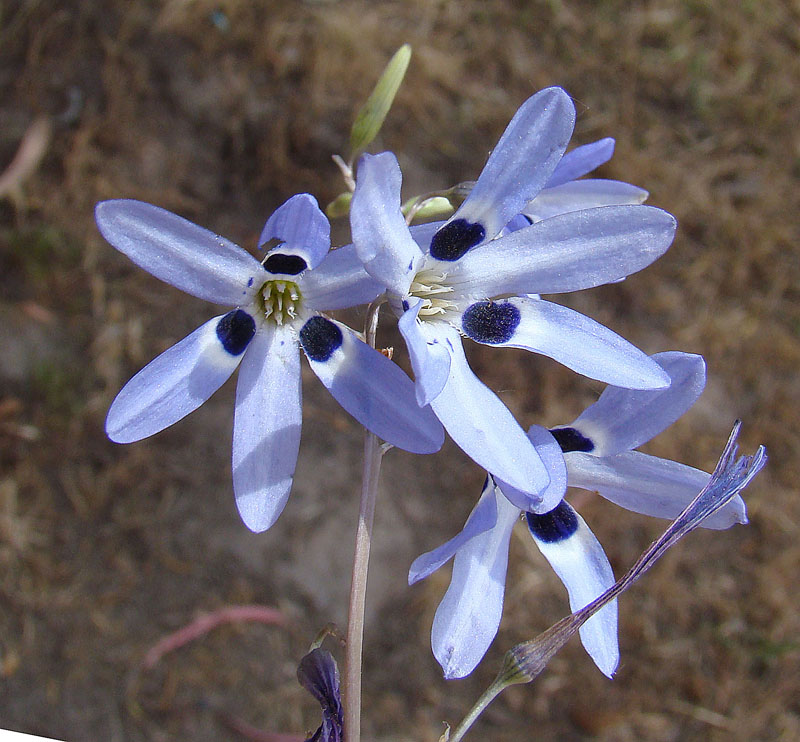
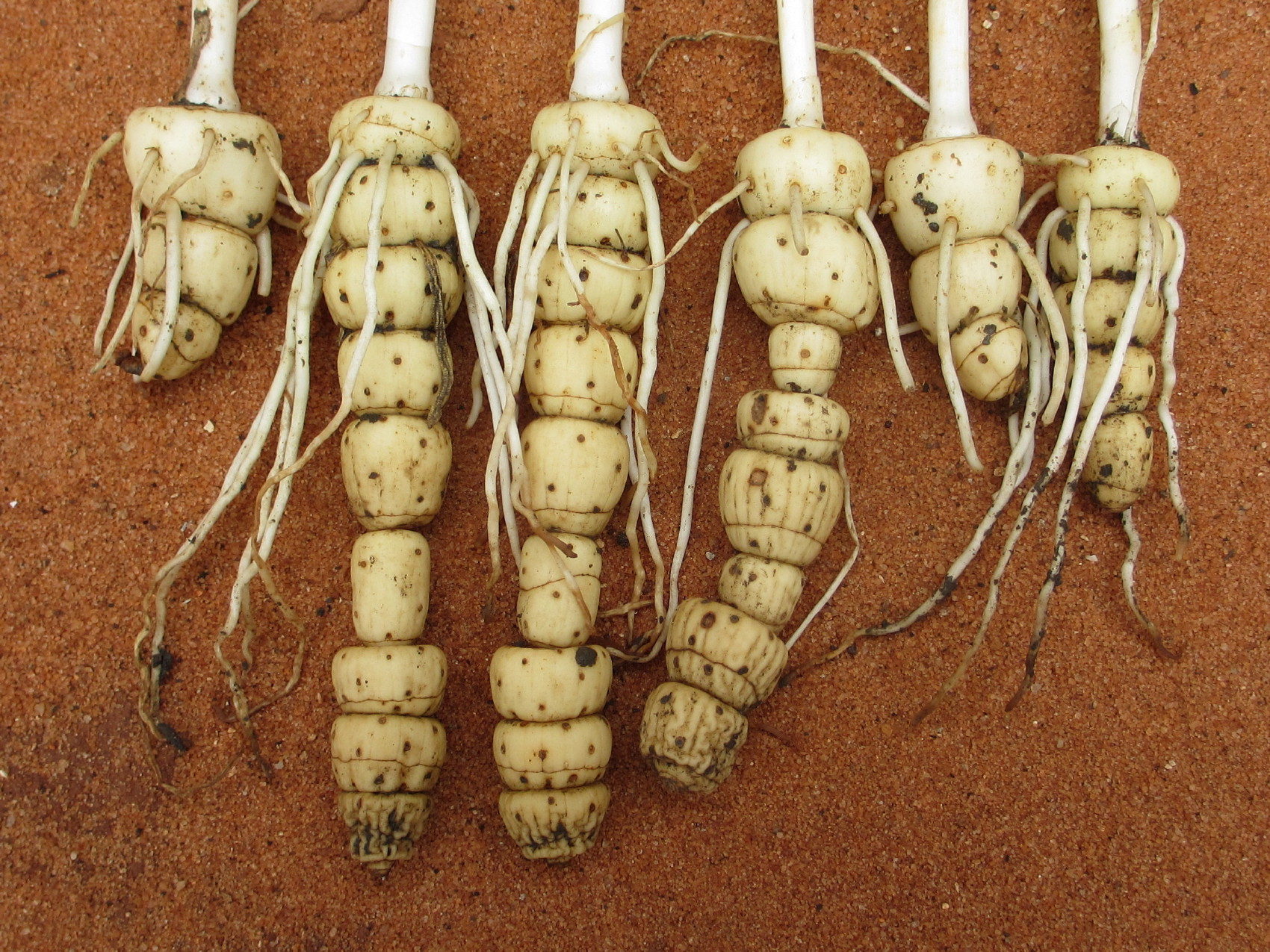
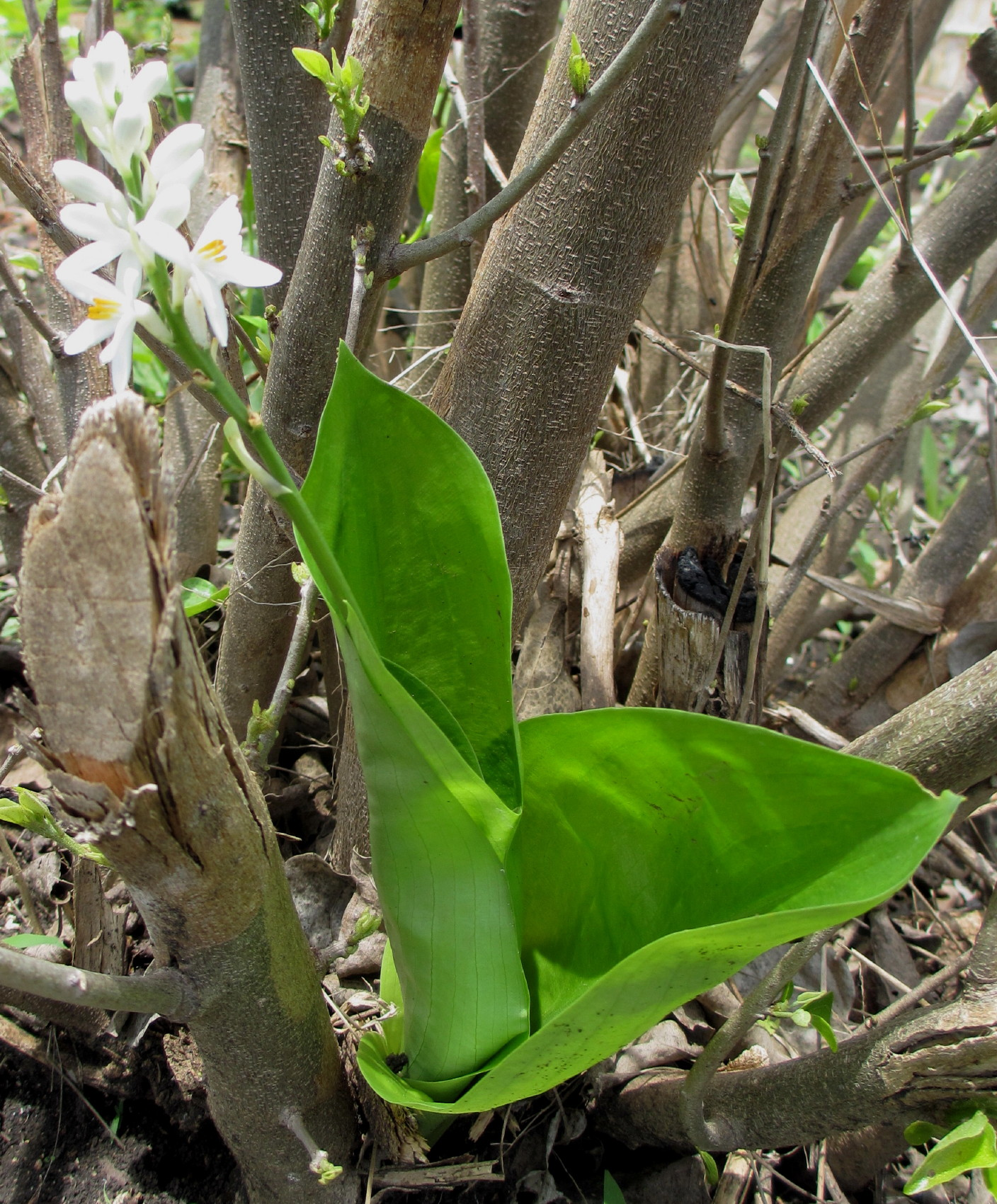
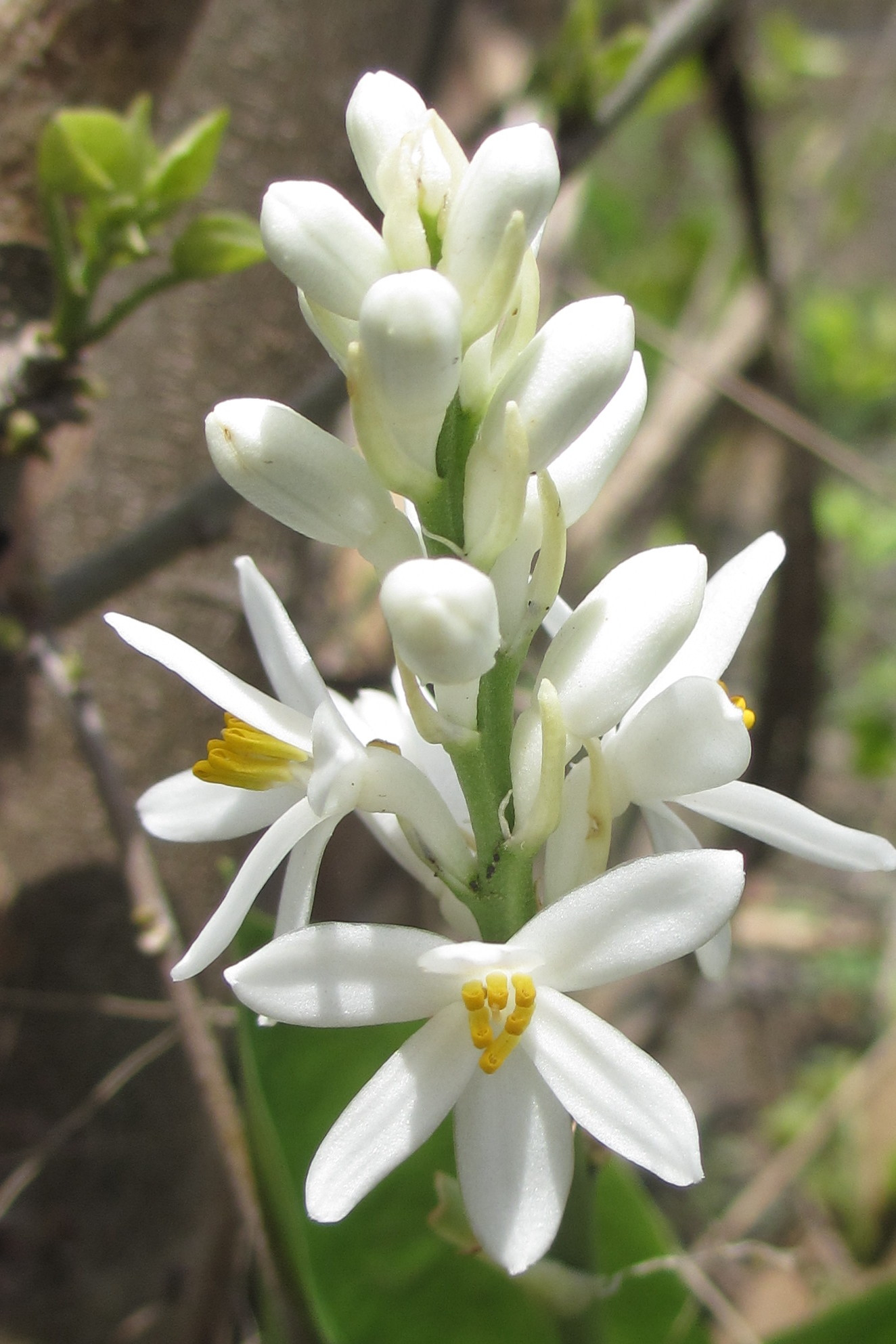
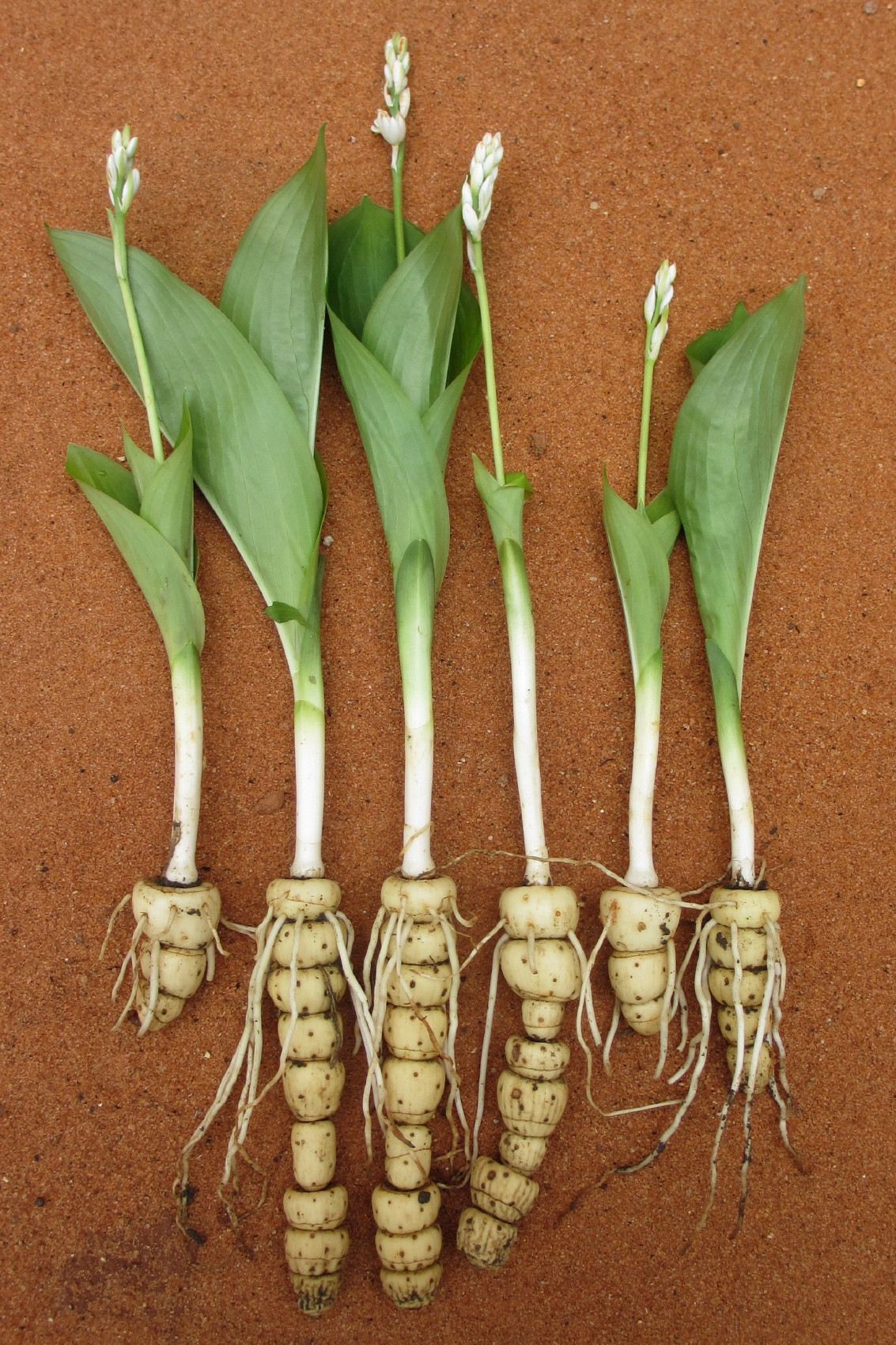